# Sean Bell
Sean Bell (18 mai 1983 – 25 novembre 2006) est un afro-Américain qui a été tué par des inspecteurs en civil de la police de New York.
Pour fêter l'enterrement de vie de célibataire de Sean, lui et deux de ses amis, Joseph Guzman et Trent Benefield, se sont rendus dans un club de striptease de Jamaica dans le Queens la veille de son mariage. En quittant l'établissement, ils furent blessés et Sean tué, bien qu'ils ne soient pas armés.
Une violente polémique a éclaté à la suite de cet événement, symbolique pour certains de la brutalité policière. Cette affaire sera même comparée à l'affaire Amadou Diallo, qui eut lieu dans des circonstances assez similaires.
Trois des cinq policiers impliqués dans la fusillade ont été inculpés par un grand jury pour cette bavure policière. Le 25 avril 2008, les policiers sont acquittés de tous les chefs d'inculpation retenus contre eux,.

## Contexte
Sean Bell est le neveu de l'entraîneur de basket-ball de l'université de Miami, Frank Haith. Adolescent, il étudie l'art dramatique à Flushing, dans le Queens. Il joue au baseball en tant que lanceur dans l'équipe de son lycée, le John Adams High School d'Ozone Park, mais renonce à son rêve de devenir pro quand sa petite amie tombe enceinte. En dernière année de lycée il a un bilan de 11-0, une moyenne de points mérités de 2,30 et 97 retraits sur les prises en 62,2 manches.
Sean Bell travaille après la naissance de sa fille. Sa fiancée, Nicole Paultre, dira à Larry King que Bell était un électricien et au chômage lors de l'incident.
Sean Bell avait été arrêté trois fois, deux pour trafic de drogue et une pour possession d'une arme à feu. Dans tous les cas, il fut remis en liberté sur engagement personnel. Le New York Daily News affirmera que, selon ses sources policières, Bell aurait vendu du crack à deux reprises à un policier en civil en août 2006.
Joseph Guzman et Trent Benefield, blessés lors de l'incident, avaient été arrêtés neuf et deux fois, respectivement, tous les deux au moins une fois pour possession illégale d'arme à feu. Benefield sera arrêté plus tard pendant un raid sur une maison de jeu à Harlem peu après avoir assisté à l'enterrement de James Brown.
Il fait une apparition dans le clip de the game my life , où l'on voit un jeune garçon à côté d'une tombe sur laquelle est écrit "SEAN BELL".

## L'incident
Ce soir-là, Bell fête son enterrement de vie de garçon au « Kalua Cabaret », une boîte connue pour des problèmes de prostitution, des arrestations pour crimes concernant les stupéfiants, et des violations des lois régulant la vente d'alcool. Le club fait l'objet d'une enquête et est surveillé par des policiers en civil. Selon le témoignage du policier, Guzman se dispute avec une femme dans le club et menace d'aller chercher une arme. La femme dit alors aux hommes se disputant avec les amis de Bell : « Je ne m'occuperai pas de vous tous. J'en prendrai un ou deux, mais pas tous. », Le policier en civil suit le groupe ; Bell entre dans sa voiture. Le policier lui demande alors de lever les mains, mais il fait démarrer la voiture et heurte le policier en civil, puis un monospace banalisé de la police. Un test toxicologique effectué après la mort de Bell prouvera qu'il était ivre, au-dessus de la limite autorisée par la loi. Un avocat de la famille Bell déclarera plus tard : « Quel que soit son degré d'alcool dans le sang, c'est une victime ».
D'autres témoignages contredisent celui des policiers. Selon Guzman et l'avocat Michael Hardy, les détectives ne s'étaient jamais identifiés pendant qu'ils s'approchaient du véhicule armes à feu à la main. Une autre source dira que les policiers n'avaient pas averti Bell avant de commencer à tirer, et qu'ils commencèrent à tirer dès qu'ils sont sortis de leurs véhicules.
Le policier qui initia la fusillade dira qu'il avait vu un quatrième homme dans la voiture, qui se serait sauvé pendant le chaos qui s'ensuit, possiblement avec l'arme qui n'a pas été récupérée. Plusieurs témoins civils soutiennent cette thèse et pointent du doigt Jean Nelson comme étant ce quatrième homme. Nelson était possiblement à l'enterrement de vie de garçon, et a vu la fusillade, mais nie avoir été dans la voiture ou posséder une arme à feu,. Selon le New York Times un rapport préliminaire de la police dit : « ...il n'y a aucune discussion significative sur un quatrième homme, une figure mystérieuse que quelques personnes dans la Police suggèrent avoir été présent avec les trois hommes qui ont été tirés dessus. Aucun des témoins dont les témoignages sont dans le rapport ne parlent de quelqu'un qui se serait enfui - peut-être avec un pistolet - et il n'y a aucune indication que les policiers cherchaient quelqu'un qui se serait échappé »,.
Les critiques disent que cette théorie a été inventée de toutes pièces par le policier pour justifier la fusillade. Juan Gonzalez du New York Daily News dira que selon la source officielle il n'y eut aucune mention d'un quatrième homme dans les heures suivant l'incident dans tous les appels téléphoniques faits, et il n'y eut pas de demande de recherche pour l'homme potentiellement armé. Ceci contredit donc les premiers rapports qui indiquent que la police aurait été à la recherche de l'homme manquant.
Selon Michael Palladino, chef du syndicat de police, un concierge d'un édifice proche aurait vu un homme Noir fuir du lieu de l'incident et tirer au moins une fois sur la police. Le témoin dit qu'il a entendu la police crier « Police, police ! ». Selon les forces de l'ordre il y a aucune preuve balistique pour prouver l'utilisation d'une arme autre que celles des policiers.
Deux des policiers sont Noirs, un Blanc, un Arabe, et un d'origine mixte (Haïtien/Mexicain). Le premier à tirer est Noir.
Al Sharpton dira plus tard dans une entrevue avec Larry King que, selon ses discussions avec les témoins, aucune des trois victimes n'a mentionné un pistolet en sortant du club. Sharpton dira aussi qu'il doutait que les personnes dans la voiture aient pu entendre les policiers, et qu'ils ont donc probablement pensé qu'ils étaient en train de se faire voler leur voiture.
Selon le commissaire de police Raymond W. Kelly, un policier expérimenté, Michael Oliver, a utilisé deux chargeurs entiers, tirant 31 fois et s'arrêtant une fois pour recharger son arme. Plusieurs balles atteignirent des maisons proches et une gare ferroviaire. Cinq des sept officiers investiguant le club sont impliqués dans la fusillade. Le détective Paul Headley tire une fois, l'officier Michael Carey trois, l'officier Marc Cooper quatre, l'officier Gescard Isnora onze, et l'officier Michael Oliver trente-et-un,,.
Une autopsie montre que Bell fut touché par quatre balles au cou et sur le torse. Guzman fut blessé au moins onze fois et Benefield, qui était assis à l'arrière, trois fois. Tous les deux sont emmenés à l'hôpital Mary Immaculate ; à leur arrivée Guzman est déclaré être en situation critique et Benefield stable. Benefield est sorti de l'hôpital le 5 décembre 2006, suivi par Guzman le 25 janvier 2007. Des caméras de surveillance du Port Authority à l'arrêt de train près du club ont filmé le trajet de l'une des balles qui cassa une vitre et fut très près de toucher un passant et deux patrouilleurs de la Port Authority qui étaient sur la plateforme surélevée,.

## Réaction publique

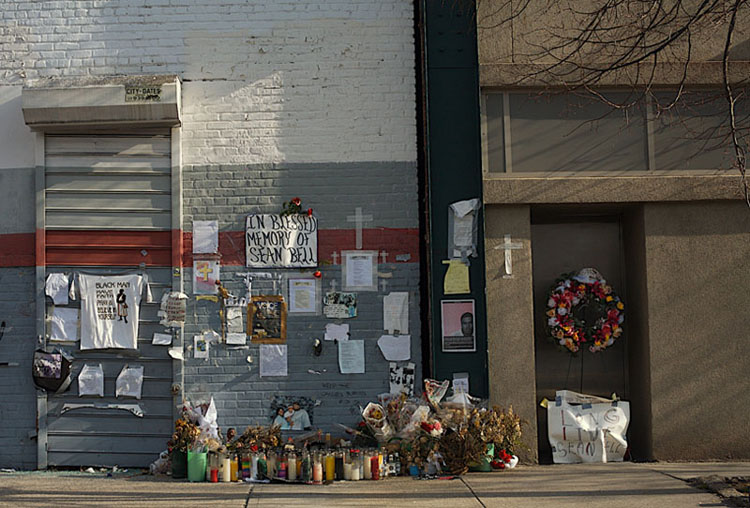
Mémorial à Sean Bell sur le lieu de sa mort

Plusieurs centaines de personnes manifestent le week-end suivant la mort de Bell pour protester contre la violence des actions de la police ; les manifestations continuent jusqu'à la semaine suivante,. Certains notent les similarités entre cet incident et d'autres fusillades de personnes non armées, dont Amadou Diallo,. La famille de Bell désigne Al Sharpton comme conseiller.
Le maire de New York, Michael Bloomberg, a dit « il me semble qu'on a fait un usage excessif de la force », et a dit que la fusillade est « inexplicable » et « inacceptable ». L'ancien gouverneur de l'État de New York, George Pataki, a lui aussi déclaré trouver la fusillade excessive. Le commissaire Kelly a mis les cinq officiers en congé administratif rémunéré et a confisqué leurs armes, acte que le New York Times trouve « ferme ». Il dira au Times que leurs armes furent confisquées « parce qu'il y a trop de questions sans réponse ». Bloomberg et Kelly ont tous les deux noté que la fusillade fut possiblement une violation de la règle stipulant que tirer sur un véhicule en mouvement est interdit, même si ledit véhicule est utilisé comme arme. Le Public Advocate of the City of New York présenta ses condoléances à la famille de Bell et sa fiancée.
Le 7 décembre 2006 Nicole Paultre change son nom en Paultre-Bell en mémoire de Sean Bell. Les lois de l'État de New York précisent qu'un couple doit obtenir un certificat de publication des bans avant la cérémonie du mariage, et que même si le certificat est donné immédiatement, le mariage ne peut pas se célébrer dans les 24 heures suivant la publication du certificat. Selon l'avocat de Paultre, un mariage posthume ne put pas se célébrer parce qu'aucun certificat ne fut encore signé.
Le 5 mars 2007 on annonça qu'un prisonnier à Riker's Island avait proposé de l'argent à un policier en civil pour décapiter le commissaire Raymond Kelly et effectuer un attentat à la bombe sur le quartier général de police, à cause de l'incident Bell,.
Le 25 mars 2007 le New York Daily News informe qu'un dealer du Queens récemment arrêté a dit à la police que Bell lui avait tiré dessus le 13 juillet 2006, pendant une dispute concernant leurs « territoires » respectifs. Des sources dans les forces de l'ordre ont affirmé que le témoignage était crédible, mais qu'ils ne pouvaient pas écarter la possibilité que le dealer ait inventé cette histoire seulement pour être bien vu des autorités. Sanford Rubinstein, avocat de Guzman, Benefield, Paultre et la famille de Bell, s'insurge contre ce développement, disant « On attendait qu'on nous jette de la boue et on nous jette de la boue. ». La section d'affaires internes de la police indique que les affirmations du dealer n'ont rien à voir avec la fusillade de Bell, mais certains experts en législation indiquent qu'elles peuvent aider la défense en décrivant Sean Bell comme un homme potentiellement armé et dangereux.

## Enquête et jugement
Certains activistes demandent un procureur spécial pour ce cas, mais le gouverneur de l'État de New York, Eliot Spitzer, dit ne pas en trouver l'intérêt, quoique le ministre de la Justice Andrew Cuomo a promis de suivre le procès. Le bureau du procureur de la République à Queens a interviewé plus de cent témoins et présenté plus de cinq cents pièces à conviction au jury d'accusation. L'un des points débattus par le jury d'accusation est la description du code pénal de l'État de New York sur les circonstances dans lesquelles un policiers peut utiliser de la force mortelle : « L'usage de force mortelle physique est nécessaire pour défendre le policier ou l'agent de la paix ou une autre personne de ce que l'officier pense raisonnablement être l'usage ou l'usage proche de force mortelle physique. »,,
Le 16 mars 2007, trois des officiers impliqués dans l'incident sont inculpés par un jury d'accusation. Officier Gescard Isnora, qui tira la première balle, et Officier Michael Oliver, qui tira 31 des 50 balles, sont accusés de meurtre, mise en danger de la vie d'autrui, et coups et blessures. Le détective Marc Cooper est accusé de deux chefs d'accusation mineurs de mise en danger de la vie d'autrui. Tous les trois plaident innocent à la lecture de l'acte d'accusation, tenue le 19 mars 2007. Les officiers Isnora et Oliver sont relâchés sous caution et Martin sur son propre engagement.
Le procureur de la République Richard Brown a vu des critiques de la part d'activistes qui pensent qu'il n'avait pas interrogé les officiers suffisamment vite.

## Procès civil
Le 24 juillet 2007 l'avocat de la famille Bell, Sanford Rubinstein, initie un procès civil contre les officiers impliqués dans la fusillade ainsi que contre tout le New York City Police Department, au nom de Nicole Paultre. Il dit que le procès civil ne sera activé que quand le procès criminel prendra fin.
Le vendredi 25 janvier 2008 les officiers renoncent à un procès avec jury, disant que la publicité négative autour de leur cas empêcherait la neutralité de celui-ci. Ils demandent également d'être jugés ailleurs qu'à New York, demande refusée.
Le 25 avril 2008, les policiers inculpés sont innocentés de tous les chefs d'accusation (deux chefs d'accusation d'homicide involontaire et un de « mise en danger de la vie d'une personne par une conduite imprudente ») par le tribunal. La partie civile a fait part de son intention de se pourvoir en appel,.

## Hommages
En 2008, le rappeur The Game lui rend hommage, dans son clip My Life, en featuring avec Lil Wayne, où l'on voit la tombe de Sean Bell.